# Зарифов, Абдрахман Закирович
Абдрахман Закирович Зарифов (1917—1984) — советский работник образования, учитель, Герой Социалистического Труда.

## Биография
Родился в 24 июля 1917 года в с. Бурнак Янгуловской волости Малмыжского уезда Вятской губернии Российской империи. 
Закончил Северо-Енисейскую среднюю школу. В 1941 году окончил Красноярский педагогический институт, и, успев проработать после института в школе два месяца, с началом Великой Отечественной войны ушёл на фронт. Пройдя всю войну, демобилизовался и вернулся на родину, продолжив работу учителем в родной школе.
В 1948 году приехал работать в Казань и с 1948 по 1977 годы работал здесь учителем физики средней школы № 94. Был участником Всесоюзного съезда учителей в 1968 году в Москве.
Умер 7 мая 1984 года.
Похоронен в Казани, на Новотатарском кладбище.

## Награды
- Звание Героя Социалистического Труда с вручением ордена Ленина (1.07.1968);
- Орден Красной Звезды (28.10.1944);
- Орден Отечественной войны I степени (26.02.1945);
- Орден Трудового Красного Знамени (30.09.1966);
- Заслуженный учитель школы РСФСР (20.05.1963)[4].

## Известные адреса
- Казань, улица Чкалова, дом 42.[5]